# 銅星勳章

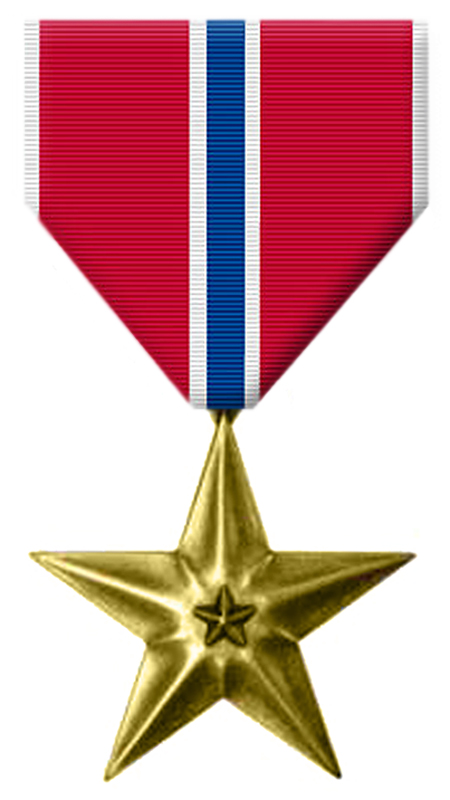
銅星勳章

铜星勋章（英語：Bronze Star Medal，縮寫為BSM）是授予美利堅合眾國軍中个人的美軍跨軍種通用勛獎，用于表彰“英勇或富有功绩的成绩或服務”。其他联邦机构的成员也可以因为为战斗任务所作的服务而获得此勋章。

## 基本
铜星勋章是由1944年2月4日颁布的9419号总统令所设立的。
铜星勋章可由国防部长或国土安全部长颁发给美国陆军、海军、海军陆战队、空军和海岸警卫队成员。
铜星勋章颁发给那些同美国敌人作战时表现出英勇行为，但未达到银星勋章授予条件的人。铜星勋章也可以用来表彰任何军人，无论其在軍中担任何种职务，在如下行动中的实行的非凡的英勇行为：
- 面对美国敌人时的行为
- 与敌对外国势力的军事行动
- 在友军中服役时，参与了友军与敌对势力（美国为非参战国）的武装冲突

## 外观
铜星勋章是珠宝商鲁道夫·弗罗因德（1878-1960）设计的。铜星勋章为直径3.8厘米的铜质星形，在中央部位有一个直径4.8毫米的星形图案。勋章的背面刻有“英勇或富有功绩的成绩 “HEROIC OR MERITORIOUS ACHIEVEMENT”）字样以及奖章获得者的名字。
1. ↑  .   [2024-08-20]. （原始内容存档于2024-12-02）.